# Ahana Deol
Ahana Deol Vohra (en punjabi:ਅਹਾਨਾ ਦਿਓਲ, en tamil: அஹானா தியோல், nació el 28 de julio de 1985) es una bailarina de Odissi en ciernes. Es hija de los actores de cine indio Dharmendra y Hema Malini.

## Vida personal
Ahana Deol Vohra nació en Mumbai, Maharashtra, India, es hija menor del actor de cine indio Dharmendra y su segunda esposa, Hema Malini. Es la hermana menor de Esha Deol, también, su padre tiene cuatro hijos de su primer matrimonio, entre ellos dos hijas y dos hijos (de la película Hindi, los actores Sunny Deol y Bobby Deol). El nombre Ahana es del sánscrito en su origen y su significado es "día".'.

## Educación
Ahana completó sus estudios en Mumbai, asistiendo a la escuela Jamnabai Narsee y al Colegio Mithibai. Desde temprana edad, se entrenó en el estilo de baile de danza Odissi clásica de la India en gurú de Rabindra Atibuddhi. Ella es una experta bailarina de Odissi que ha realizado varias presentaciones en la India y en el extranjero, incluso en el famoso Festival de Danza de Khajuraho. También realiza regularmente en espectáculos con su madre y hermana.
Ahana también ha terminado cursos de realización de película y edición del instituto Whistling Woods de Subhash Ghai y en una importante escuela de cine en Nueva York.